# NAA35
NAA35‏ (N(alpha)-acetyltransferase 35, NatC auxiliary subunit) هوَ بروتين يُشَفر بواسطة جين NAA35 في الإنسان.